# Sedilo
Sedilo (IPA: [ˈsɛːdilo]) è un comune italiano di 1 918 abitanti della provincia di Oristano in Sardegna. Prima del 1974, anno di istituzione della provincia di Oristano, faceva parte della provincia di Cagliari. Si trova nella subregione storica del Guilcer.

## Geografia fisica

### Territorio

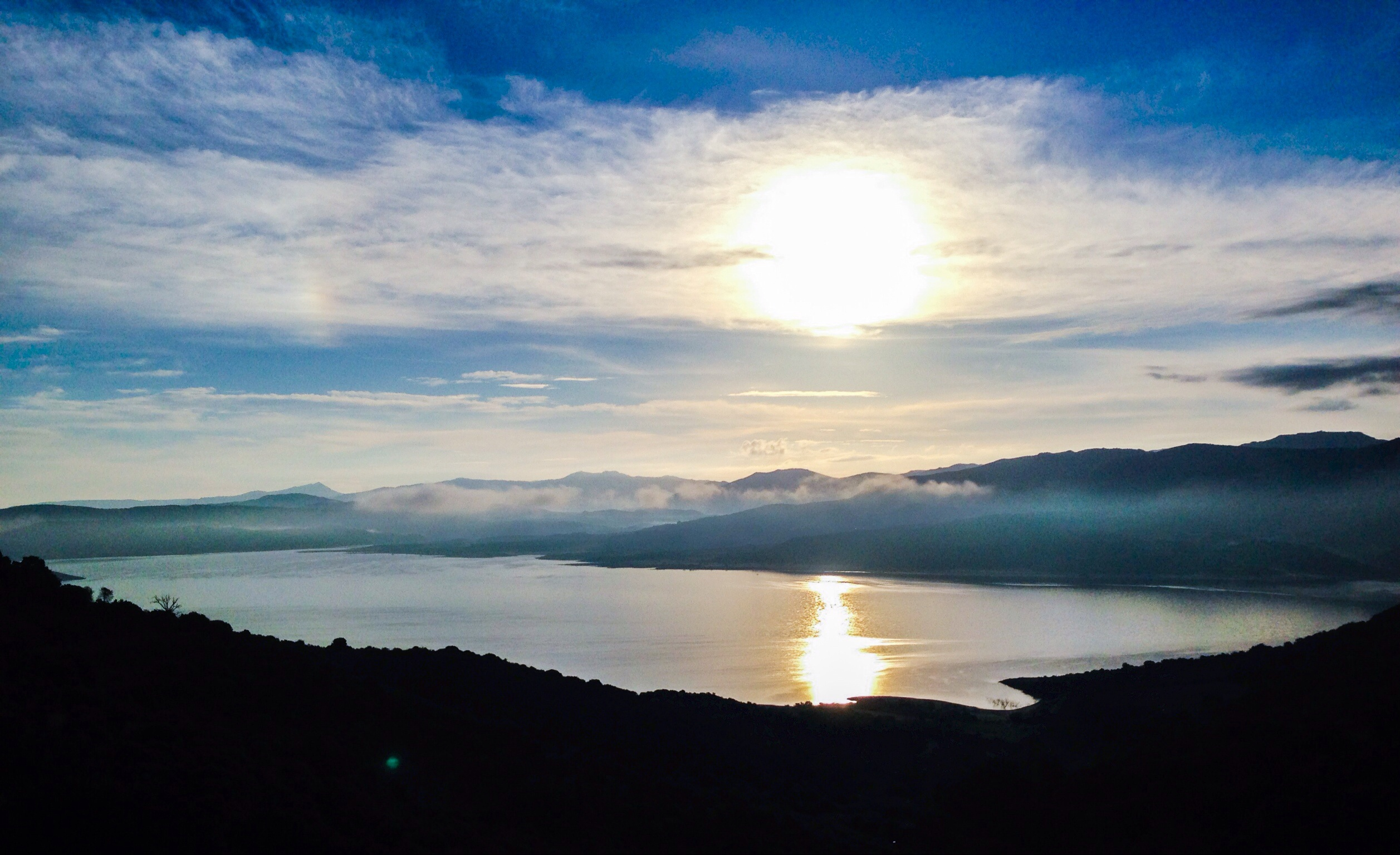
Lago Omodeo

Sedilo si trova sul limitare dell'altopiano di Campeda-Abbasanta. La zona altimetrica è quella della collina interna. Il suo territorio è attraversato dal fiume Tirso, il più lungo della Sardegna, il cui sbarramento presso Busachi origina il lago Omodeo. L'invaso occupa parte del territorio di Sedilo.
L'ambiente naturale è vario. La vegetazione potenziale è quella costituita dalle formazioni a lecceta. Sono molto comuni specie come le roverelle (Quercus pubescens), le sughere (Quercus suber) e, nelle vallate, l'olmo (Ulmus minor). La macchia mediterranea è caratterizzata da specie quali l'olivastro (Olea europaea), il lentisco (Pistacia lentiscus), il corbezzolo (Arbutus unedo), il mirto (Myrtus communis) ed il cisto femmina (Cistus salvifolius). La vegetazione ripariale che si sviluppa lungo le sponde dei corsi d'acqua è caratterizzata dal pioppo (Populus alba), dal salice fragile (Salix fragilis) e dal tamericio (Tamarix gallica). La fauna è rappresentata dalla volpe, il cinghiale, conigli e lepri, oltre alle varie specie di uccelli.
Dal punto di vista geologico il territorio di Sedilo come lo si può osservare oggi, si è originato in seguito al fenomeni erosivi e di ruscellamento che sono seguiti ad un'intensa attività tettonica e vulcanica. I fenomeni erosivi hanno portato alla sedimentazione all'interno della vallata di Ottana, ai quali è seguita un'attività vulcanica di tipo effusivo che ha portato alla formazione di estese colate di basalto. I litotipi presenti nel territorio di Sedilo, elencati in ordine cronologico di formazione, sono i seguenti:
1. Vulcaniti Oligo-Mioceniche;
2. Arenarie di Sedilo dell'Oligocene-Langhiano;
3. Tufi di Sedilo e Noragugume;
4. Arenarie di Dualchi;
5. Basalti.

La morfologia del versante occidentale del territorio è caratterizzata da un altopiano basaltico sulla cui sommità si trovano numerose sorgenti. Nel settore meridionale, in prossimità del fiume Tirso, si trovano basse colline mentre tutta la zona ad est del fiume presenta una morfologia determinata dalla presenza di strati alternati duri e teneri (ignimbriti e tufi).
- Classificazione sismica: zona 4 (sismicità irrilevante), Ordinanza PCM n. 3274 del 20/03/2003[9]

### Clima
Secondo la classificazione di Köppen il clima di Sedilo può essere definito un clima temperato sublitoraneo (Csb), con inverni miti e piovosi ed estati calde e secche. Di rado si verificano gelate. Alcuni giorni autunnali e primaverili possono essere caratterizzati dalla formazione della nebbia.
| Sedilo                             | Mesi | Mesi | Mesi | Mesi | Mesi | Mesi | Mesi | Mesi | Mesi | Mesi | Mesi  | Mesi | Stagioni | Stagioni | Stagioni | Stagioni | Anno  |
| Sedilo                             | Gen  | Feb  | Mar  | Apr  | Mag  | Giu  | Lug  | Ago  | Set  | Ott  | Nov   | Dic  | Inv      | Pri      | Est      | Aut      | Anno  |
| ---------------------------------- | ---- | ---- | ---- | ---- | ---- | ---- | ---- | ---- | ---- | ---- | ----- | ---- | -------- | -------- | -------- | -------- | ----- |
| T. max. media (°C)                 | 10,4 | 9,9  | 15,4 | 20,5 | 26,1 | 32,0 | 38,0 | 30,9 | 29,4 | 21,9 | 16,3  | 12,2 | 10,8     | 20,7     | 33,6     | 22,5     | 21,9  |
| T. media (°C)                      | 6,2  | 5,6  | 9,5  | 13,3 | 18,3 | 22,8 | 28,2 | 24,1 | 21,4 | 16,0 | 12,2  | 8,0  | 6,6      | 13,7     | 25,0     | 16,5     | 15,5  |
| T. min. media (°C)                 | 2    | 1,3  | 3,6  | 6,2  | 10,5 | 13,6 | 18,4 | 17,2 | 13,4 | 10,1 | 8,1   | 3,8  | 2,4      | 6,8      | 16,4     | 10,5     | 9,0   |
| Precipitazioni (mm)                | 0    | 96,8 | 81,7 | 5,6  | 3,6  | 4,4  | 0,0  | 10,5 | 66,2 | 7,4  | 159,1 | 96,8 | 193,6    | 90,9     | 14,9     | 232,7    | 532,1 |
| Giorni di pioggia                  | 0    | 13   | 10   | 2    | 2    | 2    | 0    | 2    | 5    | 3    | 10    | 9    | 22       | 14       | 4        | 18       | 58    |
| Eliofania assoluta (ore al giorno) | 4    | 5    | 6    | 7    | 9    | 10   | 11,3 | 10,0 | 8,0  | 6,3  | 5,0   | 4,0  | 4,3      | 7,3      | 10,4     | 6,4      | 7,1   |

- Classificazione climatica: zona C, 1357 GG[11]

## Origini del nome
Il nome di Sedilo trae probabilmente origine dalla parola latina sedulus, che significa lavoratore.

## Storia
I primi insediamenti nel territorio di Sedilo sono attribuibili al Neolitico e testimoniati dal ritrovamento di numerose Domus de janas, databili a quel periodo. Dall'età del bronzo fanno la loro comparsa numerosi nuraghi, risalenti ad epoche diverse in una sequenza cronologica determinabile dalla tipologia costruttiva. Si ritrovano così i nuraghi a corridoio ed i nuraghi a tholos, oltre alle numerose tombe dei giganti e villaggi nuragici.
La conquista della Sardegna da parte di Roma portò presto alla colonizzazione. Nel territorio di Sedilo sono stati ritrovati numerosi cippi e urne funerarie recanti iscrizioni in latino, oltre ad un tratto di strada lastricata. All'età bizantina si deve l'introduzione dei culti orientali, come quello in onore di San Basilio e dello stesso San Costantino Imperatore.
Con l'età giudicale la Sardegna viene suddivisa in quattro regni autonomi, i giudicati. Sedilo faceva parte della curatoria di Guilcier, o Gilciber, detta più tardi Ozier Real, posta nella porzione centro-settentrionale del giudicato di Arborea. Con la fine del giudicato e la conquista aragonese Sedilo venne infeudato nel 1410. Nel 1416 tutto il Gilciber e i territori della curatoria di Parte Barigadu vennero concessi in feudo a Valore di Ligia, un arborense che aveva tradito il giudice di Arborea Ugone III nel corso delle guerre tra Aragona e Arborea; quando però Valore e suo figlio Bernardo si recarono a prendere possesso del feudo, vennero uccisi insieme alla loro scorta a Zuri dagli abitanti delle due contrade.
Nel 1435 il paese venne concesso in feudo dal re d'Aragona Alfonso V il Magnanimo a Galcerano de Requenses.
Nel 1537 il feudo, che comprendeva anche i paesi di Tadasuni, Boroneddu e Zuri, venne venduto da un nipote del Requenses alla famiglia dei Torresani, e nel 1566 venne elevato al rango di contea confermata agli stessi Torreani. Nel 1726, estinta la famiglia Torresani, il feudo passò al demanio del Regno di Sardegna, amministrato quindi direttamente da funzionari reali e non da signori feudali. Nel 1737 la contea venne elevata a marchesato e concessa al canonico Francesco Solinas. Dal Solinas i feudi passarono ai Delitala che fissarono la residenza a Sedilo. Nel 1839 il sistema feudale venne abolito, il paese fu riscattato agli ultimi feudatari e divenne un libero comune.
Con regio decreto del 15 luglio 1909 fu istituita una sezione di pretura, facente capo al mandamento di Ghilarza.

### Simboli

Stemma del Comune di Sedilo.

Il comune di Sedilo ha come segni distintivi lo stemma ed il gonfalone concessi con decreto del Presidente della Repubblica del 13 luglio 1987.
Stemma
(D.P.R. 13 luglio 1987)
Gonfalone
(D.P.R. 13 luglio 1987)

## Monumenti e luoghi d'interesse

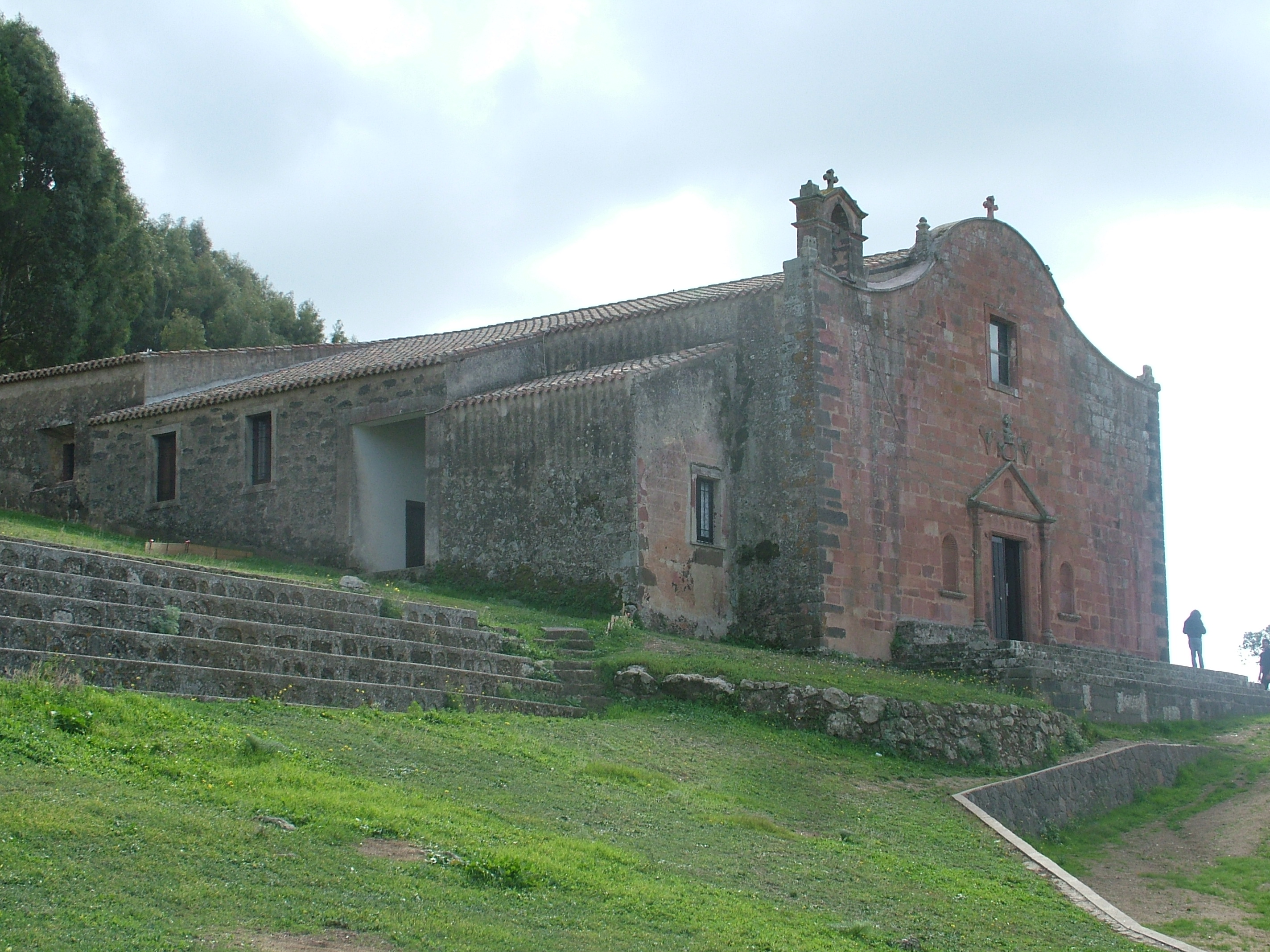
Il santuario dedicato a San Costantino

### Architetture religiose
- Chiesa parrocchiale di San Giovanni Battista.
- Chiesa del Carmine[14] (conosciuta localmente con il nome di Chiesetta delle Anime).
- Chiesa della Santa Croce.
- Chiesa di Sant'Antonio Abate.
- Chiesa di San Basilio.
- Chiesa di San Giacomo.
- Santuario di San Costantino Imperatore.

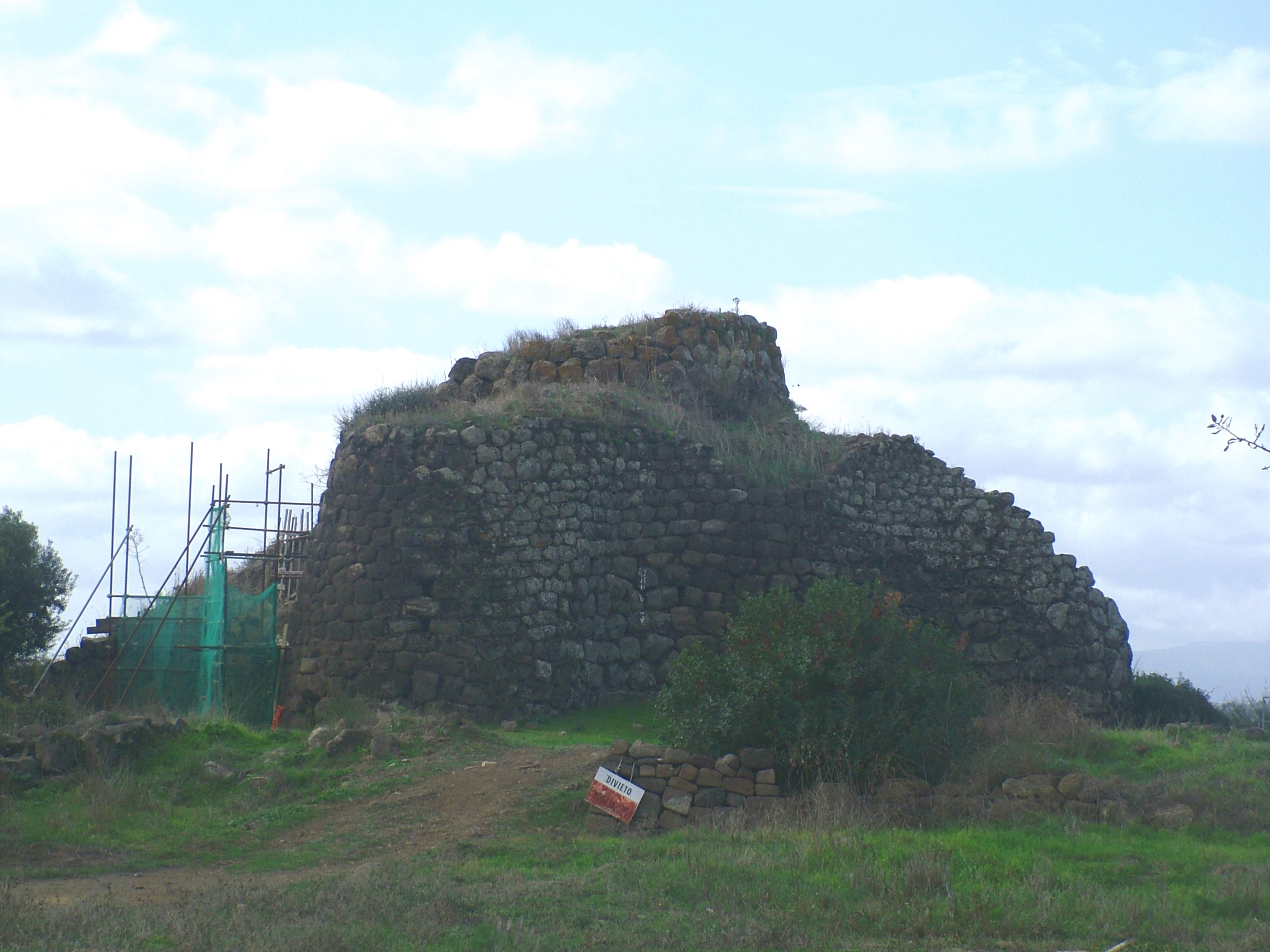
Il nuraghe "Iloi"

### Siti archeologici
Il territorio di Sedilo ha un'elevata densità di monumenti riconducibili alla civiltà nuragica ed ai periodi storici successivi. Il più famoso sito archeologico è il complesso nuragico di Iloi, con un nuraghe trilobato. Le campagne di scavo, condotte negli anni dall'Università di Sassari, hanno portato progressivamente alla scoperta di un villaggio nuragico, due tombe dei giganti e, nella vicina valle, una necropoli a domus de janas. Altro interessante sito dell'età nuragica è Puntanarcu, con la caratteristica fonte.

### Luoghi di interesse naturalistico
Con i fondi derivati dalla Misura 4.14b del Programma operativo regionale Sardegna 2000/2006 è stata predisposta, dall'Ente foreste della Sardegna, una rete di sentieri percorribili a piedi, in bicicletta o a cavallo attraverso le campagne del paese. Un sistema di segnali in legno indica i percorsi con le relative distanze. I sentieri si ricollegano ad una rete più ampia comprendente il territorio dei comuni limitrofi, tra i quali Nughedu Santa Vittoria arrivando fino all'oasi naturalistica di Assai (in territorio di Neoneli).

## Società

### Evoluzione demografica
Abitanti censiti

### Etnie e minoranze straniere
Secondo i dati dell'Istituto nazionale di statistica al 31 dicembre 2010 la popolazione straniera residente nel comune consisteva di 45 persone.

### Lingue e dialetti
La variante del sardo parlata a Sedilo è riconducibile al logudorese centrale o comune.

### Tradizioni e folclore

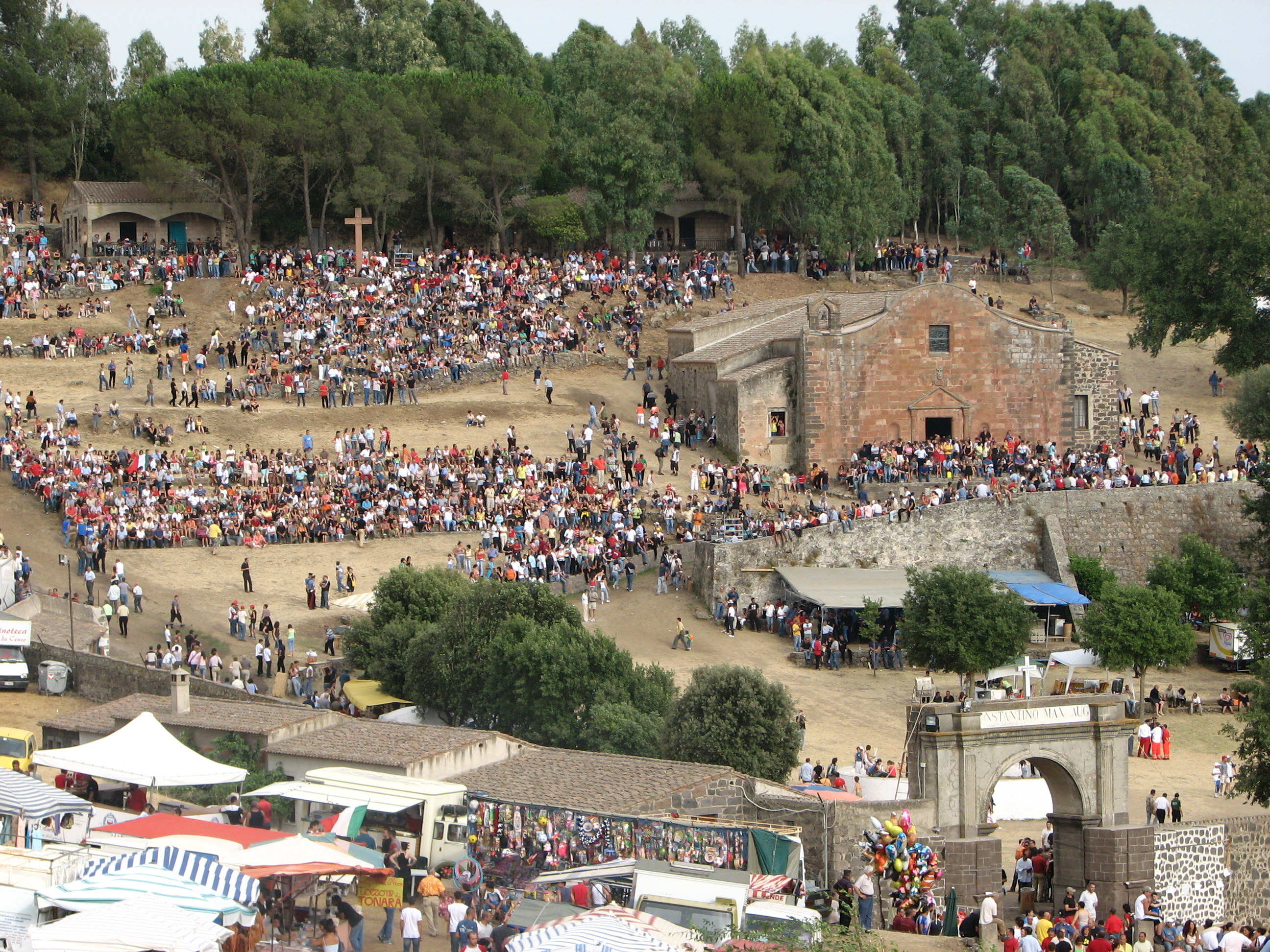
Festa di San Costantino

Le manifestazioni culturali sono principalmente legate alla vita religiosa della comunità.
L'evento di maggiore interesse e risalto è la festa in onore di San Costantino Imperatore che culmina, nei giorni del 6 e 7 luglio, con l'Ardia, sfrenata corsa a cavallo presso il santuario a lui dedicato. Mediamente otto giorni dopo l'Ardia a cavallo (l'ottava o s'ottada) ne viene svolta una a piedi che segue lo stesso percorso.
Altra festa caratteristica è quella in onore di Sant'Antonio Abate, il 16 gennaio, durante la quale viene acceso un grande falò, in sardo sa tùva, nella piazza antistante la chiesa omonima. Questa tradizione è tipica dei paesi della Sardegna centrale.
Il 15 maggio viene festeggiato Sant'Isidoro. La processione lungo le vie del paese è accompagnata da carri, che vengono ornati da fiori, e attrezzature agricole.
San Basilio Magno viene festeggiato il primo giorno di settembre. Si svolge la caratteristica sfilata degli asinelli.

## Economia
L'attività economica principale è l'allevamento, prevalentemente ovino.

## Infrastrutture e trasporti

### Strade
- Strada statale 131 Diramazione Centrale Nuorese, che collega Abbasanta ad Olbia ed attraversa il territorio di Sedilo;
- Strada provinciale 90 Sedilo-Ghilarza, che collega Sedilo alla Strada statale 131 Diramazione Centrale Nuorese;
- Strada provinciale 86 Sedilo-Noragugume, che prosegue fino al confine della provincia di Oristano ed entrando in provincia di Nuoro prende il nome di Strada provinciale 33, arrivando fino al centro abitato di Noragugume;
- Strada provinciale 26 Sedilo-Borore, che prosegue fino al confine della provincia di Oristano ed entrando in provincia di Nuoro prende il nome di Strada provinciale 66, collegando Sedilo con Borore;
- Strada provinciale 24 Sedilo-Ottana, che si sviluppa sino al cavalcavia sulla Strada statale 131 Diramazione Centrale Nuorese innestandosi sulla Strada provinciale per Olzai. Un tratto di questa strada (sterrata) collega Sedilo con Ghilarza, attraversando anche il territorio di Aidomaggiore, in un percorso caratteristico attraverso le campagne;
- Strada provinciale 29 Sedilo-Olzai, che si sviluppa dal cavalcavia sulla Strada statale 131 Diramazione Centrale Nuorese fino al confine della provincia di Oristano ed entrando in provincia di Nuoro prende il nome di Strada provinciale 36, conducendo fino ad Olzai.

## Amministrazione
| Periodo        | Periodo        | Primo cittadino        | Partito                          | Carica  | Note |
| -------------- | -------------- | ---------------------- | -------------------------------- | ------- | ---- |
| 23 aprile 1995 | 16 aprile 2000 | Giovanni Muredda       | centro                           | sindaco |      |
| 16 aprile 2000 | 8 maggio 2005  | Renato Nieddu          | liste civiche di centro-sinistra | sindaco |      |
| 9 maggio 2005  | 30 maggio 2010 | Francescangelo Putzolu | lista civica                     | sindaco |      |
| 31 maggio 2010 | 31 maggio 2015 | Vittorio Umberto Cocco | lista civica "Progetto Sedilo"   | sindaco |      |
| 31 maggio 2015 | 11 giugno 2017 | Alessio Petretto       | lista civica "Paris Po Sedilo"   | sindaco |      |
| 11 giugno 2017 | 13 giugno 2022 | Salvatore Pes          | lista civica "Vivere Sedilo"     | sindaco |      |
| 13 giugno 2022 | in carica      | Salvatore Pes          | lista civica "Vivere Sedilo"     | sindaco |      |

## Galleria d'immagini

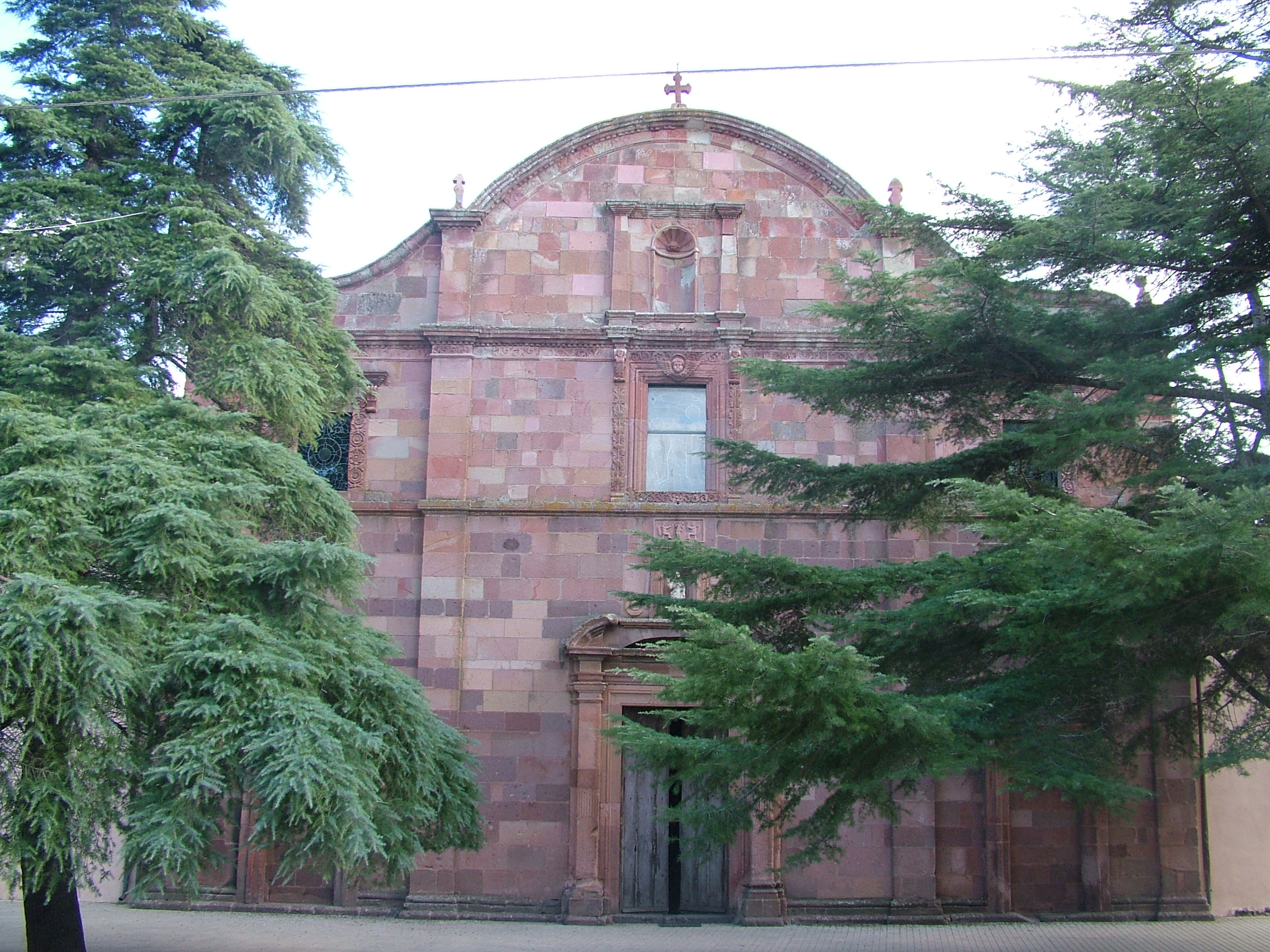
La facciata della chiesa parrocchiale S. Giovanni
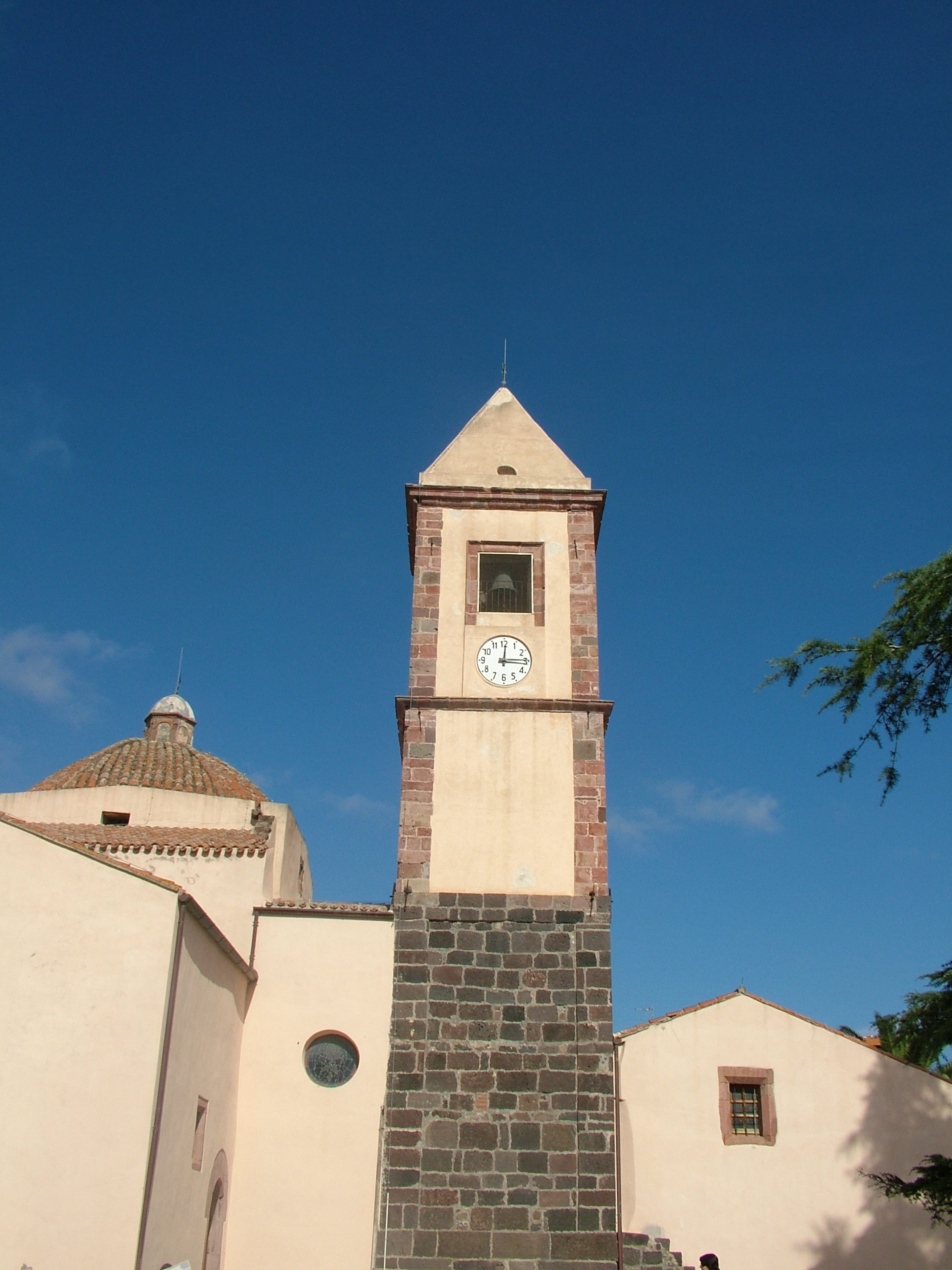
Il campanile della chiesa Parrocchiale